# Salvatoria euritmica
Salvatoria euritmica är en ringmaskart som först beskrevs av Sardá 1984.  I den svenska databasen Dyntaxa används istället namnet Grubeosyllis euritmica. Enligt Catalogue of Life ingår Salvatoria euritmica i släktet Salvatoria och familjen Syllidae, men enligt Dyntaxa är tillhörigheten istället släktet Grubeosyllis och familjen Syllidae. Arten har ej påträffats i Sverige. Inga underarter finns listade i Catalogue of Life.